# Talamello

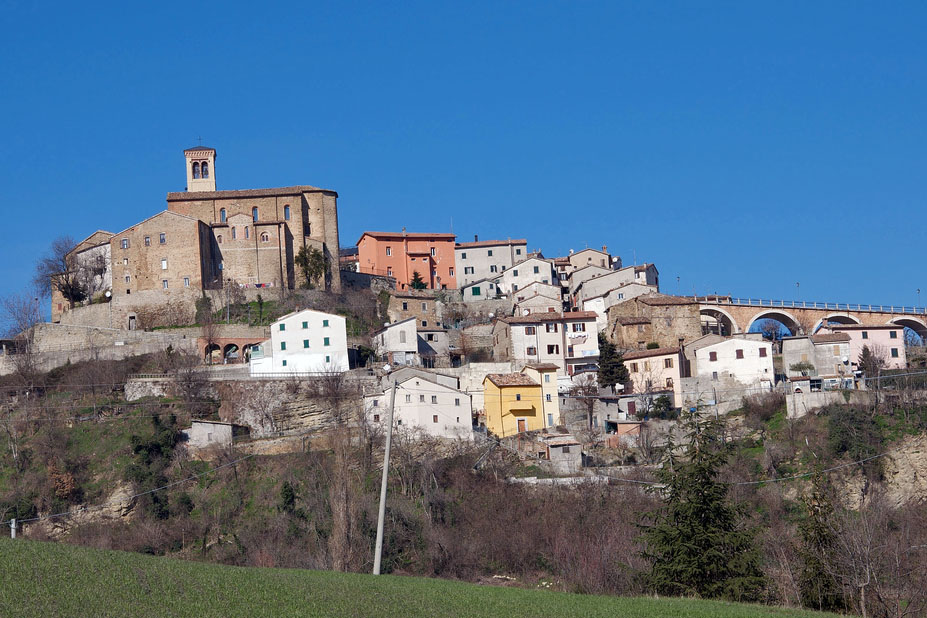
Talamello

Talamello is een gemeente in de Italiaanse provincie Rimini (regio Emilia-Romagna) en telt 1080 inwoners (01/01/2011). De oppervlakte bedraagt 10,53 km², de bevolkingsdichtheid is 103 inwoners per km².

## Geografie
De gemeente ligt op ongeveer 386 m boven zeeniveau.
Talamello grenst aan de volgende gemeenten: Maiolo, Mercato Saraceno (FC), Novafeltria, Sogliano al Rubicone (FC).
Acqualagna · Apecchio · Auditore · Barchi · Belforte all'Isauro · Borgo Pace · Cagli · Cantiano · Carpegna · Cartoceto · Casteldelci · Colbordolo · Fano · Fermignano · Fossombrone · Fratte Rosa · Frontino · Frontone · Gabicce Mare · Gradara · Isola del Piano · Lunano · Macerata Feltria · Maiolo · Mercatello sul Metauro · Mercatino Conca · Mombaroccio · Mondavio · Mondolfo · Monte Cerignone · Monte Grimano · Monte Porzio · Montecalvo in Foglia · Monteciccardo · Montecopiolo · Montefelcino · Montelabbate · Montemaggiore al Metauro · Novafeltria · Orciano di Pesaro · Peglio · Pennabilli · Pergola · Pesaro · Petriano · Piagge · Piandimeleto · Pietrarubbia · Piobbico · Saltara · San Costanzo · San Giorgio di Pesaro · San Leo · San Lorenzo in Campo · Sant'Agata Feltria · Sant'Angelo in Lizzola · Sant'Angelo in Vado · Sant'Ippolito · Sassocorvaro · Sassofeltrio · Serra Sant'Abbondio · Serrungarina · Talamello · Tavoleto · Tavullia · Urbania · Urbino
- Library of Congress Control Number: nr2002015893
- Nationale Bibliotheek van Israël: 987007469746805171
- Virtual International Authority File: 137668955

1. ↑  https://demo.istat.it/?l=it.